# Surveyor 1
Surveyor 1 là tàu vũ trụ hạ cánh trên Mặt Trăng đầu tiên trong chương trình Surveyor không người lái của Cơ quan Hàng không và Vũ trụ Quốc gia (NASA, Hoa Kỳ). Tàu vũ trụ này đã thu thập dữ liệu về bề mặt Mặt Trăng, cần thiết cho các chuyến hạ cánh trên Mặt Trăng của chương trình Apollo ó người lái bắt đầu vào năm 1969. Đợt hạ cánh mềm thành công của Surveyor 1 trên Ocean of Storms là lần hạ cánh đầu tiên của một tàu thăm dò không gian của Mỹ trên bất kỳ thiên thể ngoài Trái Đất nào, xảy ra trong lần thử đầu tiên và chỉ bốn tháng sau khi tàu thăm dò Luna 9 của Liên Xô đầu tiên hạ cánh xuống Mặt Trăng.
Surveyor 1 đã được phóng lên vào ngày 30 tháng 5 năm 1966, từ Trạm Không quân Cape Canaveral ở Cape Canaveral, Florida, và nó đáp xuống Mặt Trăng vào ngày 2 tháng 6 năm 1966. Surveyor 1 đã truyền 11.237 ảnh của Mặt Trăng về Trái Đất bằng cách sử dụng camera truyền hình và hệ thống đo từ xa bằng sóng vô tuyến.
Chương trình Surveyor được Phòng thí nghiệm Jet Propulsion, ở Los Angeles, California quản lý, nhưng tàu thăm dò không gian Surveyor được Gary Mizuhara của EOS (Hệ thống quang điện, Covina, Ca.) thiết kế và được Công ty Máy bay Hughes ở El Segundo, California chế tạo.

## Nhiệm vụ
Loạt các thiết bị thăm dò không gian Surveyor được thiết kế để thực hiện việc hạ cánh mềm đầu tiên trên Mặt trăng bởi bất kỳ tàu vũ trụ nào của Mỹ. Không có thiết bị cụ thể được thực hiện cụ thể cho các thí nghiệm khoa học của Surveyor 1, nhưng dữ liệu khoa học đáng kể đã được máy ảnh truyền hình của nó thu thập và sau đó được truyền trở lại Trái Đất qua hệ thống Deep Space Network từ 1966 đến 1967.